# Entodon akitensis
Entodon akitensis är en bladmossart som beskrevs av Bescherelle 1899. Entodon akitensis ingår i släktet Entodon och familjen Entodontaceae. Inga underarter finns listade i Catalogue of Life.